# Astroloba cremnophila
Astroloba cremnophila és una espècie de planta suculenta del gènere Astroloba, que pertany a la subfamília de les asfodelòidies (Asphodeloideae), dins la família de les asfodelàcies (Asphodelaceae).

## Descripció

### Característiques vegetatives
Astroloba cremnophila és un parent proper evident d'Astroloba bullulata just al nord, i només es distingeix per la seva forma i el color de les seves fulles diferents; ja que són de color blau verdós a l'ombra i vermellós porpra al sol. Els seus tubercles són normalment blancs i les seves fulles acaben en puntes afilades cap amunt.

### Inflorescències i flors
La inflorescència és gairebé idèntica a la d'Astroloba bullulata, però és de color gris verdós, més que groguenc. Floreix entre finals de la primavera fins a principis de la tardor austral en el seu hàbitat.

## Distribució i hàbitat
Astroloba cremnophila es distribueix a la província sud-africana del Cap Occidental. Es troba a la vegetació del matollar de Gamka, on només es troba en els vessants rocosos de les muntanyes, i els penya-segats escarpats extremadament inaccessibles del congost de Buffelspoort. Té l'àrea de distribució més reduïda de totes les espècies del gènere Astroloba. Creix juntament amb Astroloba corrugata on s'ha pogut observar hibridacions naturals d'aquestes dues espècies.

## Taxonomia
Astroloba cremnophila van Jaarsv. va ser descrita per van Jaarsv. i va ser publicat a Bradleya 33: 177, a l'any 2015.
Etimologia
Astroloba: nom genèric que deriva de les paraules gregues astros, 'estrella' i lobos, 'lòbul'.
cremnophila: epítet llatí que deriva de les paraules gregues cremnos, 'penya-segat', i philos, 'estimant o aficionat', que significa 'amant dels penya-segats'.